# Referendum abrogativo nella provincia autonoma di Trento del 2007
Il referendum abrogativo nella provincia autonoma di Trento del 2007 si è tenuto il 30 settembre e ha avuto ad oggetto la pianificazione del sistema scolastico e finanziamento delle istituzioni paritarie.
La votazione è stata indetta con decreto del presidente della provincia autonoma di Trento del 1º agosto 2007 a seguito del deposito di 12.984 firme raccolte dal comitato promotore per il referendum guidato dalla UIL scuola provinciale. Il risultato, non avendo partecipato al voto la maggioranza degli aventi diritto, non è stato dichiarato valido.

## Storia
La richiesta per lo svolgimento di una consultazione referendaria sull'abrogazione di alcune norme della legge provinciale del 7 agosto 2006, n.5 è stata presentata il 28 dicembre 2006 al consiglio provinciale e il quesito dichiarato ammissibile il 27 febbraio 2007. Le firme depositate dal comitato promotore sono state 12.984 di cui 10.650 regolarmente autenticate a fronte delle 8.000 necessarie per poter richiedere la consultazione referendaria. Successivamente è stato indetto il referendum per il 30 settembre.
La legge provinciale del 7 agosto 2006, n.5 riguarda la riforma del sistema educativo e di istruzione e formazione del Trentino. In particolare le norme contestate dal comitato promotore del referendum riguardavano il finanziamento alle scuole private e la composizione degli organi collegiali.
Ai sensi dell’articolo 4 della legge provinciale 5 marzo 2003, n. 3 per la validità del referendum era necessaria la partecipazione al voto della maggioranza degli elettori.

## Il quesito
- Titolo: Pianificazione del sistema scolastico e finanziamento delle istituzioni paritarie

| Testo del quesito |
| --- |
| Volete che siano abrogate le seguenti disposizioni della legge provinciale 7 agosto 2006, n. 5 (Sistema educativo di istruzione e formazione del Trentino): - il comma 7 dell’art. 35, che dispone: "Il piano provinciale per il sistema educativo rileva la distribuzione sul territorio delle istituzioni paritarie"; - e l’articolo 76, che dispone: "Art. 76 Disposizioni a favore degli studenti delle istituzioni paritarie 1. Per assicurare agli studenti delle istituzioni scolastiche e formative paritarie del primo e del secondo ciclo, riconosciute secondo quanto previsto dall'articolo 30, l'equipollenza di trattamento di cui all'articolo 33 della Costituzione e per agevolare l'adempimento dei compiti educativi delle famiglie, la Provincia promuove gli interventi previsti da quest'articolo. 2. Sono destinatari degli interventi: a) gli studenti frequentanti le istituzioni paritarie della lettera b); b) le istituzioni paritarie con esclusione di quelle alle quali la Provincia ha affidato la realizzazione di percorsi di formazione professionale secondo quanto previsto dall'articolo 36. 3. La Provincia può concedere agli studenti di cui al comma 2 assegni di studio per far fronte alle spese d'iscrizione e di frequenza alle istituzioni paritarie, secondo i criteri e le modalità stabiliti con regolamento, tenendo conto della capacità economica della famiglia. La Provincia, mediante apposite convenzioni, può affidare l'attuazione degli interventi previsti da questo comma direttamente alle istituzioni paritarie interessate. 4. Per l'erogazione del servizio di istruzione svolto nell'ambito del sistema educativo provinciale, la Provincia può concedere contributi in conto gestione, nonché contributi per l'acquisto e il rinnovo di arredi e attrezzature didattiche, alle istituzioni paritarie di cui al comma 2, lettera b), che siano in possesso dei seguenti ulteriori requisiti: a) abbiano svolto almeno tre anni di attività nella provincia; b) non operino alcuna discriminazione nelle iscrizioni degli studenti e accolgano le domande d'iscrizione, che implicano l'adesione al progetto educativo della scuola, fino ad esaurimento dei posti disponibili, sulla base dell'ordine di presentazione; c) abbiano adottato uno statuto che escluda il fine di lucro e assicuri la pubblicità dei bilanci; d) applichino al personale la regolamentazione giuridica ed economica stabilita dai contratti collettivi di lavoro della categoria a livello nazionale; e) abbiano un collegio di revisori dei conti, un componente del quale sia indicato dalla Giunta provinciale e scelto tra i professionisti iscritti ai relativi albi. 5. La Provincia può inoltre riconoscere alle istituzioni paritarie del comma 4, contributi per la fornitura dei libri di testo, per il sostegno degli studenti con bisogni educativi speciali, nonché per l'inserimento e l'integrazione degli studenti stranieri in misura non superiore ai parametri previsti per le istituzioni scolastiche provinciali. 6. Gli interventi previsti da quest'articolo sono attuati nel rispetto dei criteri e degli indirizzi stabiliti dalla programmazione provinciale. Con regolamento sono stabilite le disposizioni per l'attuazione di quest'articolo, secondo parametri definiti in base al numero di studenti nonché alla tipologia dei percorsi di istruzione e formazione attivati presso le istituzioni paritarie; il regolamento stabilisce altresì le modalità e i termini per la rendicontazione dei contributi nonché i casi di revoca dai benefici previsti dai commi 4 e 5. 7. Fino alla data di entrata in vigore del regolamento previsto dal comma 6 continua ad applicarsi la normativa vigente alla data di entrata in vigore di quest'articolo."? |

## Posizioni

### Posizioni di forze politiche presenti nel Consiglio provinciale
| Gruppo                  | Ind. di voto    | Fonte  |
| ----------------------- | --------------- | ------ |
| Civica Margherita       | Astensione      | [ 10 ] |
| Democratici di Sinistra | Libertà di voto | [ 11 ] |
| Forza Italia            | Astensione      | [ 10 ] |
| Unione di Centro        | Astensione      | [ 10 ] |
| PATT                    | No              | [ 12 ] |
| Lega Nord               | Astensione      | [ 10 ] |
| Alleanza Nazionale      | Astensione      | [ 10 ] |
| Federazione dei Verdi   | Libertà di voto | [ 11 ] |
| Rifondazione Comunista  | Sì              | [ 12 ] |
| Leali al Trentino       | Sì              | [ 13 ] |

### Posizioni di forze politiche presenti nel Parlamento italiano
| Gruppo                          | Ind. di voto | Fonte  |
| ------------------------------- | ------------ | ------ |
| UDEUR                           | Astensione   | [ 10 ] |
| Socialisti Democratici Italiani | Sì           | [ 13 ] |

## Risultati
I seggi elettorali sono rimasti aperti dalle ore 7:00 alle 22:00 nella sola giornata di domenica 30 settembre 2007.

### Affluenza alle urne

Affluenza per comune e comprensorio.

| Affluenza | ore 11:00 | ore 17:00 | ore 22:00 |
| --------- | --------- | --------- | --------- |
| Trento    | 2,82%     | 9,65%     | 18,91%    |

Fonte: Provincia autonoma di Trento

### Scrutinio

Risultati per comune e comprensorio.

|                | Totali  | Percentuale | Percentuale           |
| -------------- | ------- | ----------- | --------------------- |
| Elettori       | 405.239 |             |                       |
| Votanti        | 76.621  | 18,91%      | (su 405.239 elettori) |
| Schede bianche | 522     | 0,68%       | (su 76.621 votanti)   |
| Schede nulle   | 328     | 0,43%       | (su 76.621 votanti)   |
| Voti validi    | 75.771  | 98,89%      | (su 76.621 votanti)   |

| Opzioni di voto | Voti   | %      | Quorum        |
| --------------- | ------ | ------ | ------------- |
| Sì              | 70.594 | 93,17% | NON RAGGIUNTO |
| No              | 5.177  | 6,83%  |               |
| Totale          | 75.771 | 100%   |               |

Fonte: Provincia autonoma di Trento

## Conseguenze del voto
Dato il non raggiungimento del quorum necessario la proposta del referendum è stata dichiarata respinta.